# Wilcza Wólka (Srokowo)
Wilcza Wólka (deutsch Friedrichsberg) ist ein kleiner Ort in der polnischen Woiwodschaft Ermland-Masuren und gehört zur Gmina Srokowo (Landgemeinde Drengfurth) im Powiat Kętrzyński (Kreis Rastenburg).

## Geographische Lage
Wilcza Wólka liegt in der nördlichen Mitte der Woiwodschaft Ermland-Masuren, 20 Kilometer nordöstlich der Kreisstadt Kętrzyn (deutsch Rastenburg).

## Geschichte
Ursprünglich bestand Friedrichsberg lediglich aus einem großen Hof. Gegründet wurde es im Jahre 1857. Damals hieß es im Amtsblatt der königlichen preußischen Regierung zu Königsberg 1857, No. 48 Verordnung No. 258 – unter dem Datum vom 23. November: Dem in den Grenzen der Dorfschaft Wolfshagen, Kreises Rastenburg, neu entstandenen Abbau, ist der Name Friedrichsberg beigelegt worden.
Bis 1945 war Friedrichsberg ein Wohnplatz innerhalb der Gemeinde Wolfshagen (polnisch Wilczyny) im ostpreußischen Kreis Rastenburg. 1885 zählte es 43, 1905 noch 28 Einwohner.
In Kriegsfolge kam Friedrichsberg 1945 mit dem gesamten südlichen Ostpreußen zu Polen und erhielt die polnische Namensform „Wilcza Wólka“. Heute ist es „część wsi Wilczyny“ (ein „Teil des Dorfes Wilczyny“ (Wolfshagen)) innerhalb der Landgemeinde Srokowo (Drengfurth) im Powiat Kętrzyński (Kreis Rastenburg), bis 1998 der Woiwodschaft Olsztyn, seither der Woiwodschaft Ermland-Masuren zugehörig.

## Kirche
Bis 1945 war Friedrichsberg in die evangelische Pfarrkirche Drengfurth in der Kirchenprovinz Ostpreußen der Kirche der Altpreußischen Union sowie in die katholische Kirche St. Katharina Rastenburg mit der Kapelle Drengfurth im damaligen Bistum Ermland eingepfarrt.
Heute gehört Wilcza Wólka zur katholischen Pfarrei Srokowo im jetzigen Erzbistum Ermland, außerdem zur evangelischen Kirche Srokowo, einer Filialkirche der Johanneskirche Kętrzyn in der Diözese Masuren der Evangelisch-Augsburgischen Kirche in Polen.

## Verkehr
Wilcza Wólka liegt an einer Nebenstraße, die von Jegławki (Jäglack) nach Wilczyny (Wolfshagen) führt. Außerdem endet eine von Kosakowo (Marienthal) kommende Straße in Wilcza Wólka.
Eine Anbindung an den Bahnverkehr besteht nicht.